# 文格
文格（1822年—1893年），字铁梅，号式巖，伊尔根觉罗氏，满洲正黄旗人，清朝政治人物。
道光二十三年癸卯科举人，二十四年（1844年），登進士。咸丰四年八月初二（1854年9月23日），由湖南衡永郴桂道道员升任廣西按察使。咸丰五年二月初三（1855年3月20日），调任湖南按察使。同治十一年八月十三，由前任广东布政使调任廣西布政使。光绪元年四月二十八（1875年6月1日），调任四川布政使。同年护理四川總督。光緒二年（1876年）任雲南巡撫。改山東巡撫。光緒五年（1879年）任庫倫辦事大臣。光绪十年（1884年）署金州副都统，两年后实授。光绪十三年（1887年）授三姓副都统。

## 外部連結
- 文格 （页面存档备份，存于） 中研院史語所

| 官衔          | 官衔                                                                                | 官衔          |
| ------------- | ----------------------------------------------------------------------------------- | ------------- |
| 前任： 康國器 | 清朝廣西布政使 同治十一年八月十三 - 光绪元年四月二十八 1872年9月15日 - 1875年6月1日 | 繼任： 嚴樹森 |
| 前任： 許祥光 | 清朝廣西按察使 咸丰四年八月初二 - 咸丰五年二月初三 1854年9月23日 - 1855年3月20日    | 繼任： 張敬修 |